# Castello La Nerthe
Castello La Nerthe (in francese Château La Nerthe) è un castello e la più antica casa vinicola, con uno fra i maggiori vitigni di Châteauneuf-du-Pape. Situato a sud-est della zona dell'appellazione, il suo vitigno si estende su 90 ettari. Produce vini bianchi e rossi di châteauneuf-du-pape.

## Storia
La casa vinicola è legata ai Tulle de Villefranche, una famiglia dell'aristocrazia piemontese. Jacques de Tulle, gentiluomo al seguito di Amedeo VII di Savoia, il "Conte Rosso", quando questi andò ad Avignone per incontrare Carlo VII nel 1389. Jacques de Tulle non rientrò in Savoia, ma rimase nel Comptat Venaissin e si sposò. Due secoli più tardi, un discendente, Pierre de Tulle, priore della Nerte a Marsiglia, cedette a suo nipote e figlioccio Pierre, una parte delle terre di Châteauneuf-du-Pape. L'atto, datato 1593, venne redatto per Pierre de la Nerte che diede il nome al nuovo castello.

### Rinascimento
Il castello de La Nerte è menzionato la prima volta il 25 novembre 1560 con il nome di "Beauvenir", in un atto di vendita da Pierre Isnardi, ai fratelli Pierre, Julien, Jean e Claude de Tulle per 700 scudi d'oro. Le terre, se non lo erano già prima, vennero piantate con della vite nel XVI secolo: un documento depositato agli Archivi del dipartimento di Vaucluse le menziona come «il vitigno detto Tulle».

### Epoca moderna
L'attuale castello venne edificato nel 1736, su piani dell'architetto Jean-Baptiste Franque, costruito per il marchese Jean-Dominique de Tulle de Villefranche. Altri edifici vennero aggiunti nel 1784.
Il marchese Jean-Dominique iniziò a negoziare i prodotti del vitigno. Malgrado un apparente insuccesso iniziale, trovò acquirenti interessati al vino del castello, in particolare il nipote del cardinale Alessandro Bichi, vescovo di Carpentras fra il 1630 e 1657. "Monsignor Bichi" amava il vino dolce ed era rimasto positivamente colpito dal moscato vendutogli.
Da allora, la fortuna del vitigno fu segnata. Nel 1747, la marchesa de Villefranche scriveva infatti a suo figlio, raccontandogli del successo del vino di famiglia a Beaune e a Lione.
L'anno successivo, il vino era esportato dai porti di Marsiglia e Amburgo da un negoziante di Brema. Dal 1772 al 1789, il mercato crebbe ancora. L'abate di Bayonne, uditore presso la Rota a Roma, ne era cliente, così come alcuni nobili della corte di Sassonia e il duca de Crillon.
Nel 1785 il vino iniziò ad essere imbottigliato (piuttosto che conservato in barilotti). Bottiglie vennero spedite a negozianti di Marsiglia e di Genova, mentre barili venivano inviati a Londra.
In seguito, il commercio varcò le frontiere europee; a Parigi, il conte de Capelle scriveva ai proprietari del castello che un mercante di Filadelfia era interessato a distribuire il vino di La Nerte in America. Lo stesso anno 1786 venne organizzata una spedizione di vino a Boston.

### Epoca contemporanea
I primi registri relativi alla produzione e alla vendita datano del 1770. Si sa quindi che quell'anno il raccolto aveva prodotto 25 barili, nel 1778 i barili erano 37, nel 1779 si produssero 71 barili, ma il numero si stabilizzò poi sui 66 barili nel 1781.
Quell'anno, un barile conteneva 275 litri e si vendeva a 7 luigi.
Così, nel 1782, il medico e botanico Michel Darluc, scriveva nella sua Storia naturale della Provenza:
(Michel Darluc, Histoire naturelle de la Provence, contenant ce qu’il y a de plus remarquable dans les règnes végétal, minéral, animal, et la partie géoponique)
Nel 1822, il dottore André Jullien descrisse La Nerte come il miglior vino del sud della valle del Rodano, classificandolo fra i vini di "prima classe".
Alla fine del XIX secolo, il vitigno fu vittima della filossera, che nel 1866 colpì le tenute di Châteauneuf e distrusse 700 ettari quell'anno, 200 ettari nel 1880. Il conte di Maleissye, nipote di Guy-louis de Tulle, marchese de Villefranche, vendette la tenuta nel 1877, dopo 317 anni di permanenza nella sua famiglia. L'allora proprietario del castello, Joseph Ducos, fece reimpiantare e innestare grenache, mourvèdre, counoise, vaccarèse, cinsault, syrah nell'anno 1893. Sindaco del comune, gli fece cambiare il nome da Châteauneuf-Calcernier a Châteauneuf-du-Pape.
Il castello divenne, durante la seconda guerra mondiale, quartier generale della Luftwaffe. Venne occupato nel mese di giugno 1943 ed il suo interno trasformato completamente per soddisfare le esigenze dei militari. Alcuni edifici militari, costruiti nelle vicinanza, vennero bombardati il 14 giugno in un raid della Royal Air Force. Caddero 22 bombe, ma nessuna colpì il castello.
Nel mese di aprile 1985, le famiglie Motte e Leclercq, proprietarie della tenuta, la vendettero ai fratelli Richard, commercianti specializzati nella distribuzione di vino e caffè a Parigi, e alla società David et Foillard di Sorgues.

## Produzione vinicola

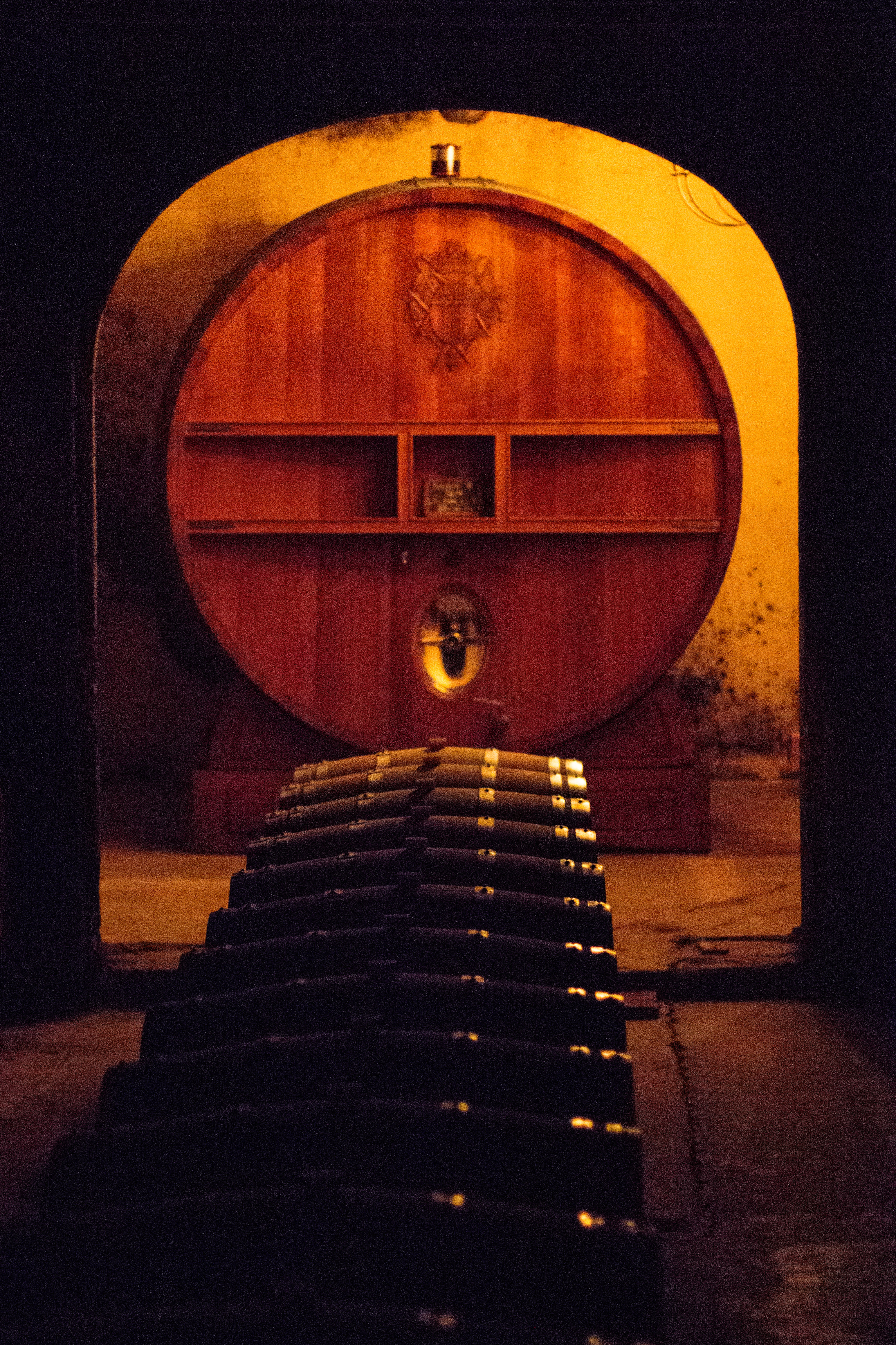
Barile d'invecchiamento da 96 hL a La Nerthe

### La vigna
Nel XIX secolo vi erano due vigneti a La Nerthe. Il primo, con piante estremamente vecchie e vitigni composti da picpoule, clairette, terret noir e picardan; l'altro, con piante giovani, costituite per due terzi da grenache e il restante terzo da clairette, terret e picpoule. Il Tinto (Mourvèdre) rappresenta solo una piccolissima proporzione, benché sia l'uva che dà il colore al vino. Il terreno è composto da un substrato di sabbia e argilla, ma con una minore copertura di sassi di fiume rispetto al vicino Château Fortia.
Nel 1985, la vigna copriva 57 ettari, di cui 24 costituiti da piante molto antiche.
Nel 1987 vennero piantati 11 ettari di varietà mourvedre, syrah e cinsault. Fra il 1988 e il 1991, furono ripiantati 25 ettari e nel 1991 vennero acquistati altri 25 ettari della tenuta di Terre Ferme vicina. La vigna copriva allora 92 ettari.

### La cantina
La parte più antica data dal 1560 ed è direttamente scavata nella roccia calcarea.
Un'altra parte è costruita con delle volte a crociera e data probabilmente dal 1760, data dell'edificazione della struttura principale del castello.
Nel 1986, la cantina a fianco della cantina storica è stata restaurata e dotata di materiale moderno. Dispone di 12 tini in inox termoregolati di una capacità di circa 280 hL. La cantina storica è equipaggiata di 9 tini troncoconici di circa 100 hL, termoregolati, dei quali alcuni con pigiatori automatici. Le vasche scavate nella roccia sono ancora usate, ma ricoperte da una resina per uso alimentare.

## Vini
Il castello commercializza vini dalle tre tenute che gli sono collegate:
- Le Château la Nerthe, a Châteauneuf-du-Pape
- Le Domaine de la Renjarde, a Sérignan
- Le Domaine du Prieuré de Montézargues, a Tavel

## Galleria d'immagini

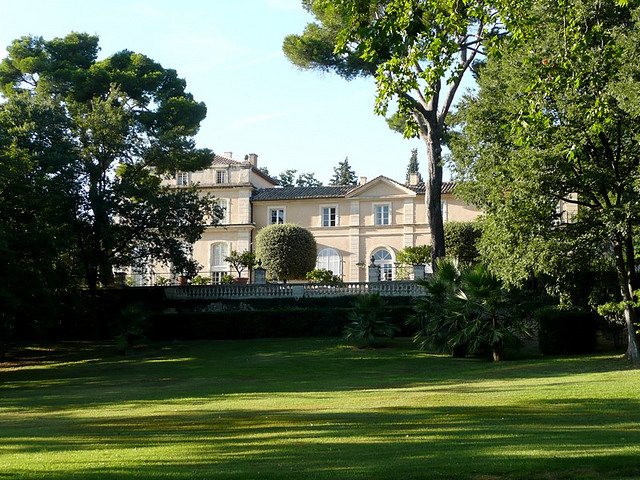
Castello La Nerthe
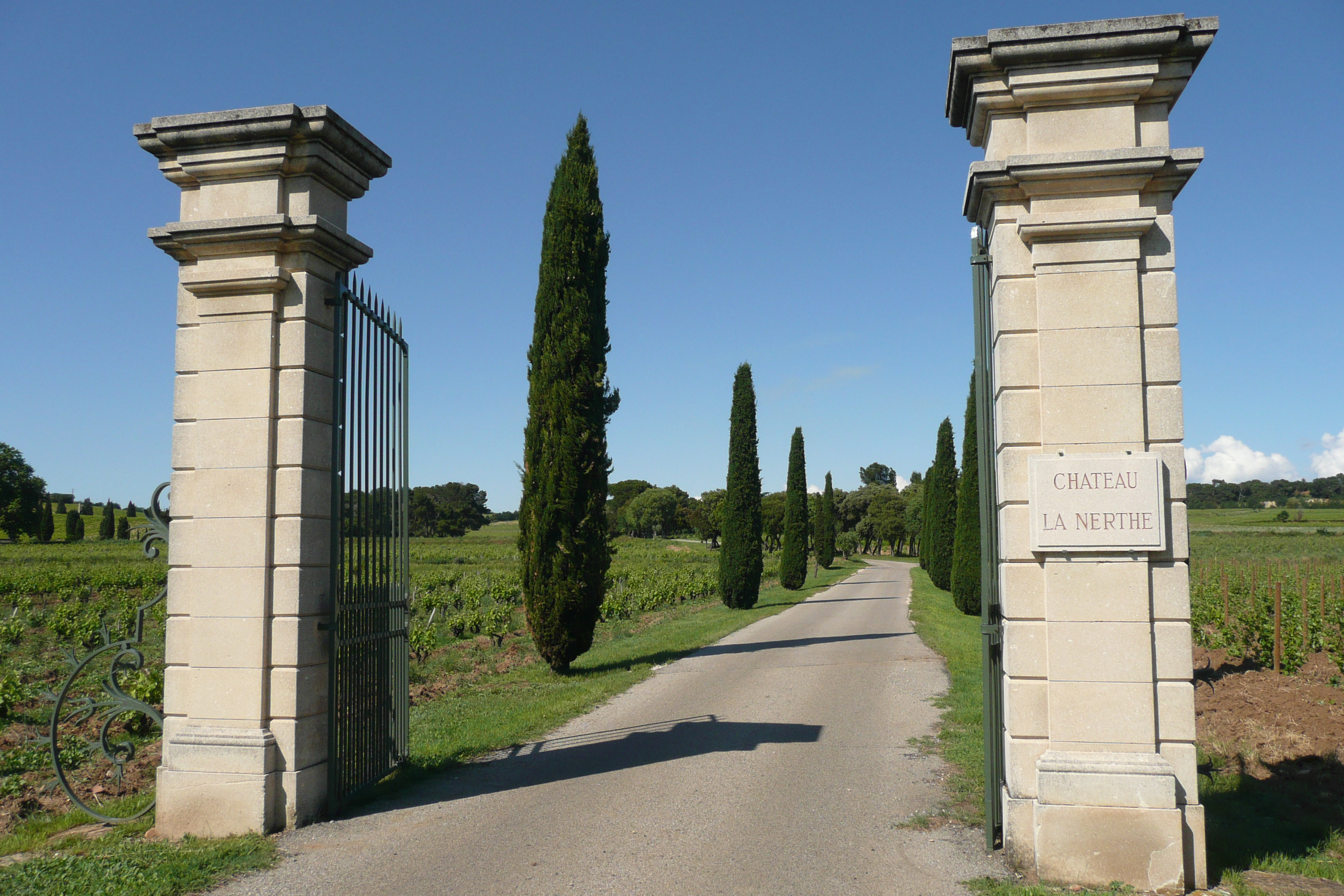
Ingresso della tenuta
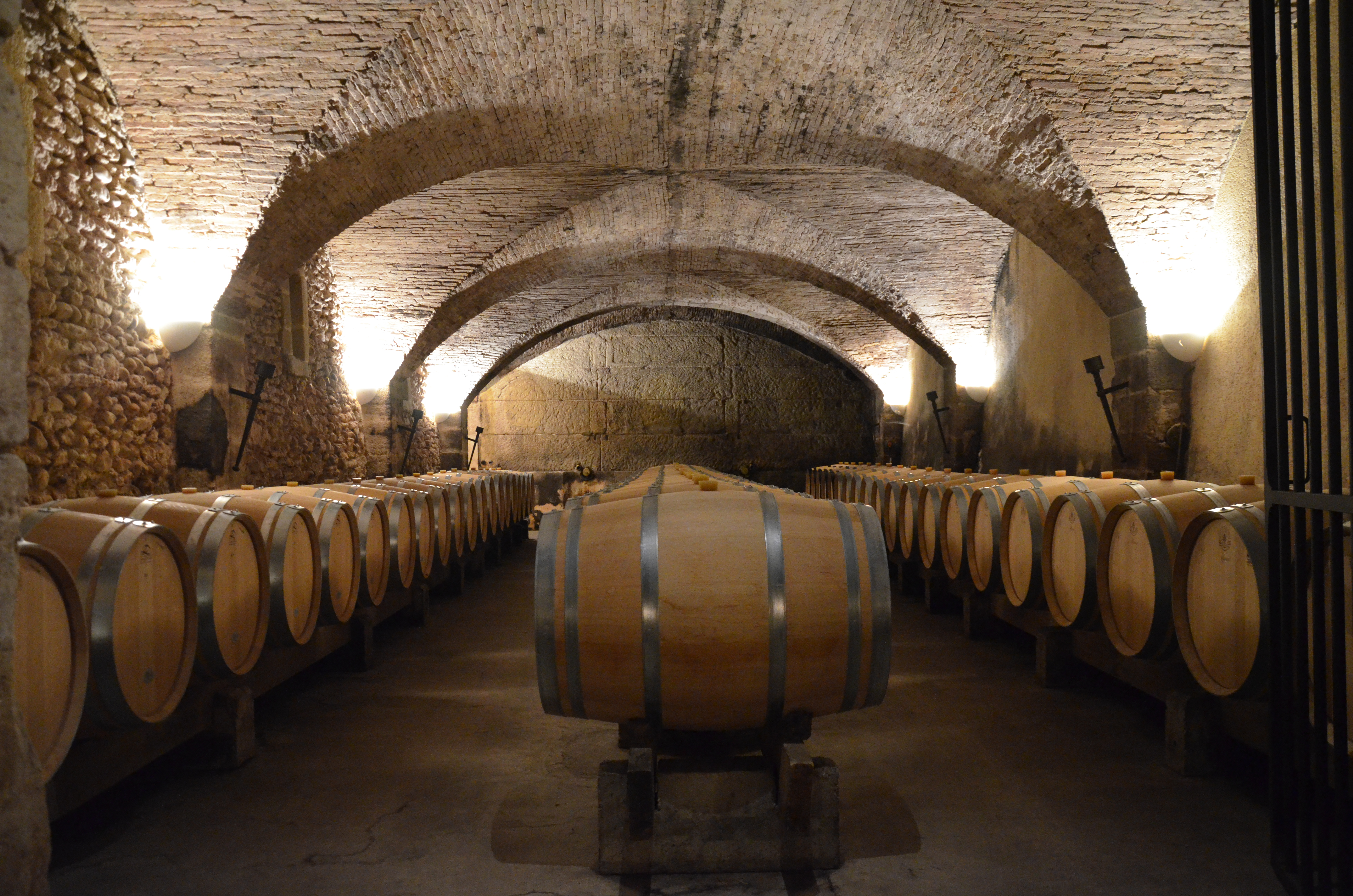
Cantina del castello
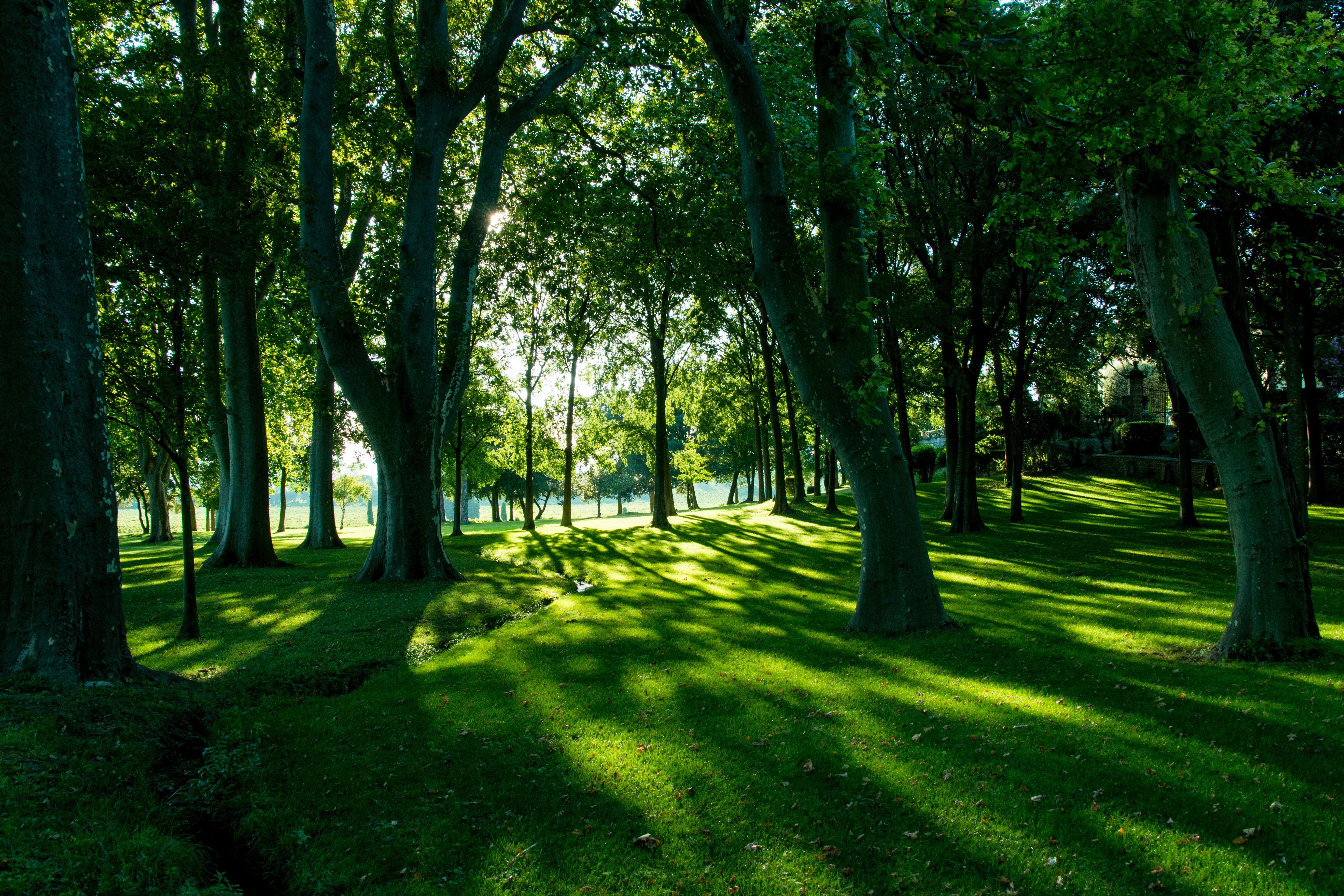
Parco del castello
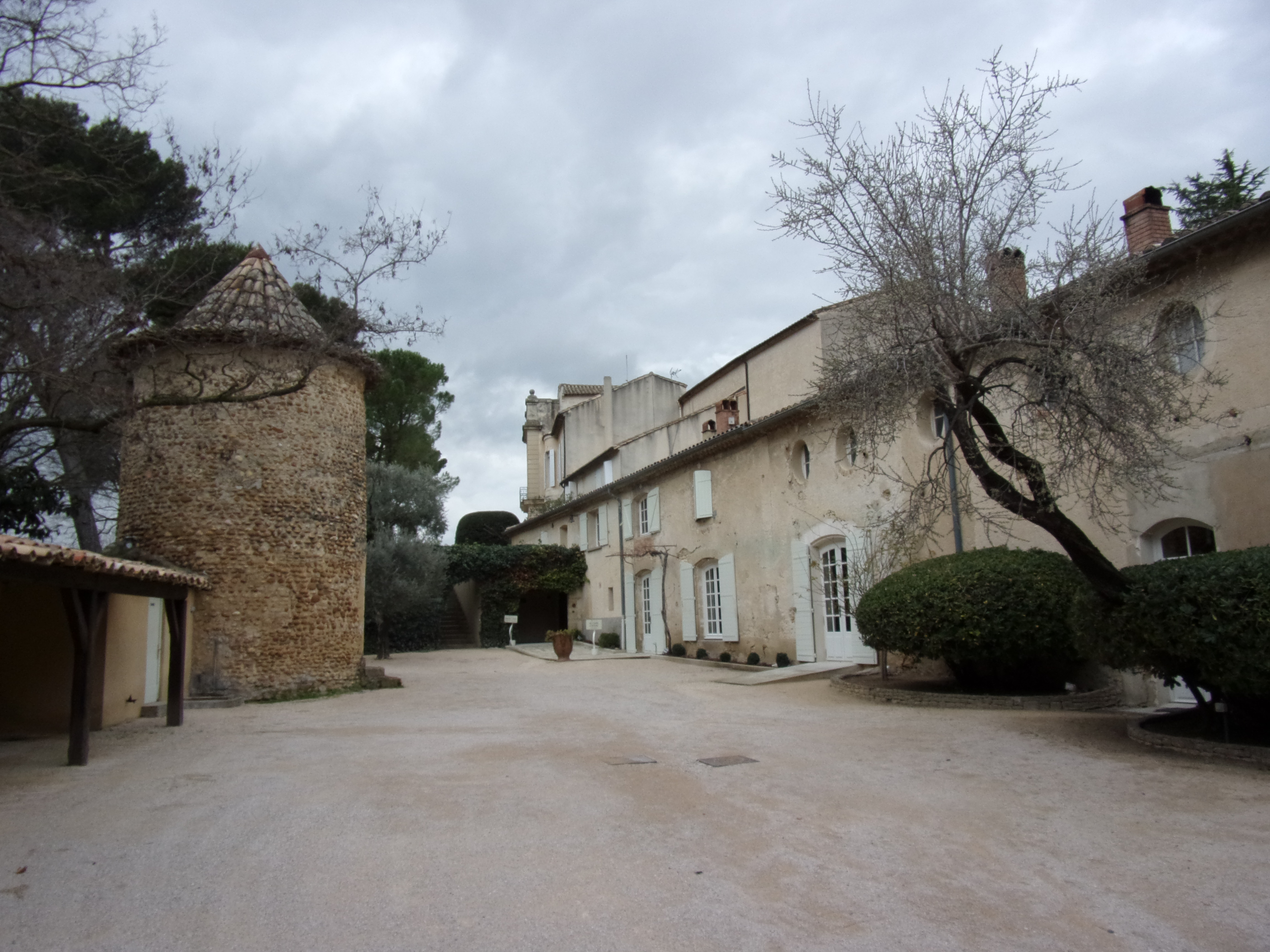
Cortile